# Ivar Leimus

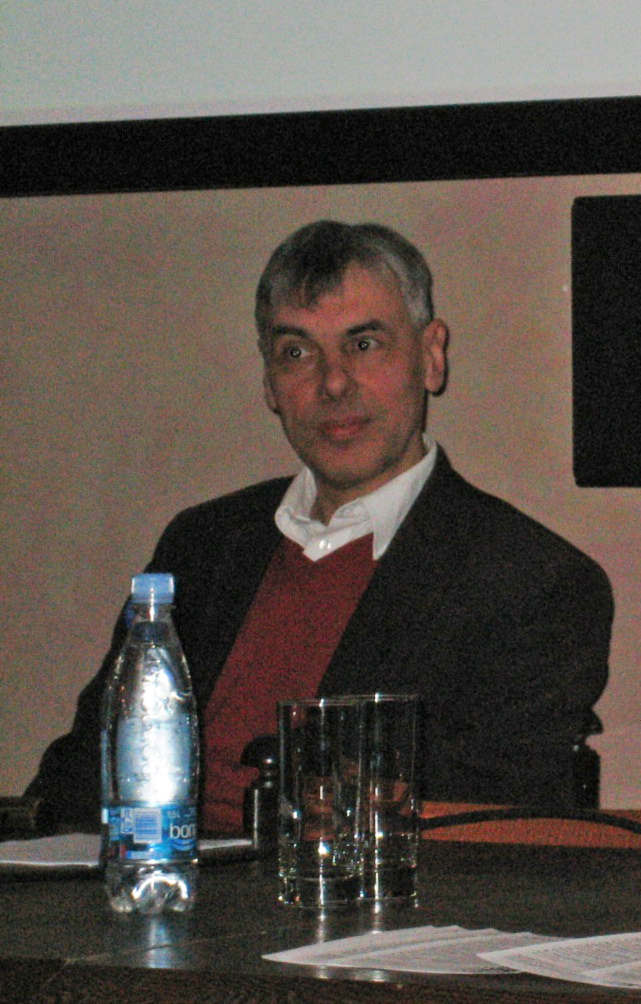
Ivar Leimus

Ivar Leimus (* 3. Juni 1953 in Võru, Estnische SSR) ist ein estnischer Numismatiker und Historiker.

## Leben
Leimus studierte an der Universität Tartu bis 1976 und ist seither am Estnischen Historischen Museum (Eesti Ajaloomuuseum) in Tallinn beschäftigt. Seit 2006 ist er dessen stellvertretender Direktor. 1989 promovierte er zum PhD. Leimus publizierte, auch in deutscher Sprache, besonders zu Themen der Münz- und Geldgeschichte des Baltikums vom Mittelalter bis zur Neuzeit.

## Mitgliedschaften
- Baltische Historische Kommission e.V., korrespondierendes Mitglied (Stand: 14. Oktober 2013)[1]

## Auszeichnungen
- 2007 Orden des weißen Sterns IV. Klasse der Republik Estland[2]
- 2010 Samir Shamma-Preis der Royal Numismatic Society für sein Buch Sylloge of Islamic coins 710/1 – 1013/4 AD [2007]
- 2019 Ehrenpreis der Gesellschaft für Internationale Geldgeschichte[3]

## Schriften (Auswahl)

### Monographien
- Das Münzwesen Livlands im 16. Jahrhundert. (1515–1581/94) (= Stockholm Studies in Numismatics. 1). Stockholm Numismatic Institute, Stockholm University 1995, ISBN 91-972706-0-1.
- Der Münzfund von Kose aus dem zweiten Viertel des 12. Jahrhunderts. Eesti Raamat, Tallinn 1986.
- mit Arkadi Molvõgin: Estonian Collections. Anglo-Saxon, Anglo-Norman and later British Coins (= Sylloge of Coins of the British Isles. 51). Oxford University Press u. a., Oxford u. a. 2001, ISBN 0-19-726220-1.
- als Herausgeber: Land Rolle des Herzogthums Ehstland (= Thesaurus historiae. 1). Faksimile-Ausgabe. Eesti Ajaloomuuseum, Tallinn 2007.
- Sylloge of Islamic coins 710/1 – 1013/4 AD. Estonian public collections (= Thesaurus historiae. 2). Estonian History Museum, Tallinn 2007, ISBN 978-9949-15-255-1.